# Artomaña
Artomaña est une commune ou contrée de la municipalité d'Amurrio dans la province d'Alava dans la Communauté autonome basque.